# Dipartimento per la trasformazione digitale
Il Dipartimento per la trasformazione digitale (DTD) è un dipartimento della Presidenza del Consiglio dei ministri preposto alla definizione delle politiche per la modernizzazione del Paese con le tecnologie digitali e al coordinamento e all'attuazione dei programmi di trasformazione digitale.

## Storia
La struttura, istituita con DPCM 19 giugno 2019, nasceva per proseguire il lavoro del commissario straordinario del governo per l’attuazione dell’agenda digitale (2017-2019). Riprendeva inoltre le competenze del precedente Dipartimento per l'innovazione e le tecnologie (DIT), soppresso nel 2012.
Le materie trattate dal dipartimento possono essere affidate a un ministro senza portafoglio, come nei governi Conte II (2019-2021) e Draghi (2021-2022), o a un sottosegretario, come nell'attuale governo Meloni (2022-).

## Organizzazione
I capi dipartimento che si sono susseguiti sono:
- Luca Attias - gennaio 2020 - marzo 2021
- Mauro Minenna, aprile 2021 - 28 novembre 2022
- Angelo Borrelli, 29 novembre 2022 - in carica